# Mezon
U fizici elementarnih čestica, mezoni su hadronske subatomske čestice koje se sastoje od jednog kvarka i jednog antikvarka, zajedno povezane jakom interakcijom. Zbog toga što se sastoje od subatomskih čestica, oni imaju fizičku veličinu, prečnika koji iznosi približno jedan femtometar, što je oko 2⁄3 veličine protona ili neutrona. Svi mezoni su nestabilni, sa najdužim životom od samo par stotina mikrosekundi. Naelektrisani mezoni se raspadaju pri tom stvarajući elektrone i neutrine. Nenaelektrisani mezoni se mogu raspasti u fotone.
Postojanje mezona predvidio je Hideki Yukawa kako bi objasnio silu privlačenja između protona i neutrona (danas poznatu kao rezidualna jaka nuklearna sila), za što je 1949. dobio Nobelovu nagradu za fiziku. Otkrićem miona ispočetka se smatralo da je to traženi mezon, dok nije utvrđeno da na njega ne djeluje jaka nuklearna sila, pa se u stvari radi o leptonu. Prvi pravi otkriveni mezon bio je pion.
Pošto nisu opaženi u običnoj materiji, podela mezona na čestice i antičestice je prilično proizvoljna. Tako se za naelektrisane mezone uzima da je pozitivni mezon čestica, a negativni antičestica. Na primer, π+ mezon se smatra česticom, a π− njegovom antičesticom. Kod nekih neutralnih mezona, recimo η i π0, čestica i antičestica su identične, dok se kod drugih, recimo К0 i К0, čestica i antičestica međusobno razlikuju. Pošto su masa i stabilnost čestice i odgovarajuće antičestice jednaki, postojanje parova čestica-antičestica za čestice bez naelektrisanja jasno ukazuje da postoje i druge osobine, osim naelektrisanja, na osnovu kojih čestica i antičestica mogu da se razlikuju.

## Podela
Do danas je poznato više od 200 mezona i svi su nestabilni, s vremenom poluraspada između 10–8 sekundi i 10–22 sekundi.

### Pion
Pion (pi od slova π + [mez]on; oznaka π) je najlakši mezon, izgrađen od kvarkova i antikvarkova gore (u) i dole (d). Spin mu je 0, a izospin 1. Može biti pozitivnog (π+), negativnog (π–) i bez električnog naboja (π0). Električno nabijeni pioni i kaoni, otkriveni su 1947. u kosmičkom zračenju, a neutralni pioni 1950. Masa piona je oko 270 puta veća od mase elektrona: masa piona π+ i π– iznosi oko 39,57 MeV/c², a π0 134,98 MeV/c². Pioni se raspadaju na mione, elektrone i pozitrone s pripadajućim neutrinima. Srednje je vreme poluraspada piona do 26 · 10–9 sekundi.

### Kaon
Kaon (ka od slova K + [mez]on; oznaka K) je mezon izgrađen od jednog stranog (s) kvarka ili antikvarka i drugoga antikvarka ili kvarka, koji može biti gore (u) ili dolje (d) tako da mu je kvantni broj stranosti ± 1. Spin mu je 0, a izospin 1/2. Može biti pozitivnog (K+), negativnog (K–) i bez električnoga naboja (K0). Masa kaona je oko 970 puta veća od mase elektrona: masa K+ i K– iznosi oko 493,67 MeV/c², a K0 497,65 MeV/c². Kaoni se raspadaju na pione i mione s pripadajućim neutrinima. Srednje je vreme poluraspada kaona do 50 · 10–9 sekundi. Kaoni i pioni su otkriveni 1947. u kosmičkom zračenju, a to se smatra početkom fizike elementarnih čestica. Imaju veliku ulogu u stvaranju hiperjezgara i kao produkti raspada u njihovom istraživanju.

### J/ψ mezon
J/ψ-mezon (oznaka J/ψ) je mezon koji se sastoji od čarobnoga kvarka (c) i antikvarka (c), nema električnog naboja, sam je sebi antičestica, mase je oko 3,097 GeV/c², spina 1, izospina 0 i vremena poluraspada oko 7,2 · 10–21 sekundi. Otkrili su ga neovisno jedan o drugog S. Č. Č. Ting i B. Rihter 1974. i tako potvrdili ideju da su kvarkovi sastavni delovi bariona.

## Mezoni, prodorna komponenta kozmičkih zraka
Važne rezultate dalo je ispitivanje apsorpcije kosmičkih zraka u olovu i u drugim gustim materijama. Apsorpcija se može veoma podesno meriti tako da se olovna ploča postavi između dva Gaiger-Milerova brojača, koji daju znak samo onda kad je čestica prošla kroz jedan i drugi brojač. Ako čestica prođe kroz gornji brojač, a biva u olovu zaustavljena, tad se ne opaža ništa. Brojači se oglase samo u slučaju koincidencije (podudarnost događaja), to jest kad su oba pobuđena istovremeno, bolje rečeno, u vrlo kratkom razmaku. B. Rosi je 1933. vrlo pomno ispitivao kako broj koincidencija zavisi od debljine ploče olova. On je našao da 30% kosmičkih zraka olovo apsorbuje najpre na putu od 100 mm, kako to odgovara poznatoj apsorpciji elektrona. Preostali deo prolazi dalje kroz olovo i biva vrlo slabo apsorbovan. 
Ovi rezultati eksperimenta podudarali su se s merenjima kosmičkih zraka ispod morske površine. E. Ridžener 1930. godine, a godinu dana kasnije R. A. Milikan i Kameron, ustanovili su delovanje kosmičkih zraka u velikim dubinama. Najveća dubina u kojoj su do danas mereni kosmičke zraci iznosi 1 400 m, ali nema sumnje da kosmičke zraci prodiru i u veće dubine. Ova izvanredna prodornost protivi se svim poznatim činjenicama o apsorpciji elektrona. Na osnovu tih eksperimenata P. V. Oger je prvi zaključio da kosmički zraci sadrže jednu prodornu komponentu. Kad kozmički zraci iz vazduha padnu na olovo ili vodu, tad se jedan deo normalno apsorbuje. To je meka komponenta, koja se sastoji od elektrona, pozitrona i kvanata svetlosti (fotona). Druga komponenta biva apsorbovana u početku sasvim neznatno i prodire duboko u vodu. Po tome je i ta komponenta kosmičkih zraka dobila ime prodorna ili tvrda. 
Vrlo brze, električno nabijene čestice najviše gube energije zračenjem. Međutim taj gubitak je veći, ako je čestica lakša. Sasvim generalno izlazi iz elektrodinamike da je zračenje ili emitovana energija u jedinici vremena proporcionalna kvadratu usporenja. S druge strane, usporenje ili ubrzanje je po Njutnovim zakonima kretanja, ako su sile jednake, obrnuto proporcionalna masi čestice. Na čestice koje imaju jednaki naboj deluju atomske jezgre jednakim silama. Odatle se vidi da je gubitak energije zbog kočenja na atomskim jezgrama proporcionalan 1/m². Prema tome bi protoni, koji su oko 2000 puta teži od elektrona, 4 miliona puta manje gubili energiju, nego elektroni. Međutim sigurno je da se prodorna komponenta ne sastoji od protona. 
Teškoće su razrešene pomnim ispitivanjem čestica kosmičkih zraka u Vilsonovoj komori. Između 1936. i 1938. u više eksperimentata su zapaženi tragovi čestica, koje se nisu slagali s poznatim maglenim tragovima elektrona i protona. Godine 1938, konačno su C. D. Anderson i Nedermejer dokazali da se tu javila nova elementarna čestica. Nova čestica prolazi nesmetano kroz debeli sloj olova. To znači da ima znatno veću masu od elektrona. U načelu se masa nove čestice može meriti pomoću savijanja u električnom i magnetnom polju, ali praktično su takva merenja na teškim česticama dosta teška. Leprins-Ringuet su izmerili masu mezona promatrajući proporciju s elektronom. Brzi mezon udari o elektron koji poleti napred. Staza udarenog elektrona svinuta je jakim magnetom. Na taj način može se izmeriti impuls sile i energija elektrona, a ugao između staze elektrona i mezona vidi se neposredno. Na osnovu zakona o očuvanju impulsa i energije može se izračunati odnos između mase mezona i elektrona. Druga vrlo podesna metoda za određenje mase mezona sastoji se u tome, da se odredi impuls mezona pre i posle prolaza kroz metalni sloj. Sve te metode u granicama tačnosti daju istu masu, tako da ne može biti sumnje o novoj elementarnoj čestici. Nova čestica je oko 200 puta teža od elektrona, a 10 puta lakša od protona, dakle stoji između te dve čestica i po tome je dobila ime mezon. Električni naboj mezona može biti pozitivan ili negativan. Zbog svoje dvesta puta veće mase mezon mnogo manje zrači, kad prolazi kroz materiju, i zato je mnogo prodorniji od elektrona. Pojava prodorne komponente kozmičkih zraka objašnjena je postojanjem mezona. Većina čestica u kosmičkih zracima na morskoj površini su mezoni. Od toga su 6/10 pozitivni mezoni, a 4/10 negativni. 

## Literatura
- M.S. Sozzi (2008a). „Parity”. Discrete Symmetries and CP Violation: From Experiment to Theory. Oxford University Press. стр. 15–87. ISBN 978-0-19-929666-8.
- M.S. Sozzi (2008b). „Charge Conjugation”. Discrete Symmetries and CP Violation: From Experiment to Theory. Oxford University Press. стр. 88–120. ISBN 978-0-19-929666-8.
- M.S. Sozzi (2008c). „CP-Symmetry”. Discrete Symmetries and CP Violation: From Experiment to Theory. Oxford University Press. стр. 231–275. ISBN 978-0-19-929666-8.
- C. Amsler et al. (Particle Data Group) (2008). „Review of Particle Physics”. Physics Letters B. 667 (1): 1—1340. Bibcode:2008PhLB..667....1P. doi:10.1016/j.physletb.2008.07.018.
- S.S.M. Wong (1998). „Nucleon Structure”. Introductory Nuclear Physics (2nd изд.). New York (NY): John Wiley & Sons. стр. 21–56. ISBN 978-0-471-23973-4.
- W.E. Burcham, M. Jobes (1995). Nuclear and Particle Physics (2nd изд.). Longman Publishing. ISBN 978-0-582-45088-2.
- R. Shankar (1994). Principles of Quantum Mechanics (2nd изд.). New York (NY): Plenum Press. ISBN 978-0-306-44790-7.
- J. Steinberger (1989). „Experiments with high-energy neutrino beams”. Reviews of Modern Physics. 61 (3): 533—545. Bibcode:1989RvMP...61..533S. doi:10.1103/RevModPhys.61.533.
- K. Gottfried, V.F. Weisskopf (1986). „Hadronic Spectroscopy: G-parity”. Concepts of Particle Physics. 2. Oxford University Press. стр. 303—311. ISBN 978-0-19-503393-9.
- J.W. Cronin (1980). „CP Symmetry Violation—The Search for its origin” (PDF). The Nobel Foundation.
- V.L. Fitch (1980). „The Discovery of Charge—Conjugation Parity Asymmetry” (PDF). The Nobel Foundation. Архивирано из оригинала (PDF) 09. 08. 2017. г. Приступљено 18. 11. 2014.
- S.W. Herb; Hom, D.; Lederman, L.; Sens, J.; Snyder, H.; Yoh, J.; Appel, J.; Brown, B.;  . (1977). „Observation of a Dimuon Resonance at 9.5 Gev in 400-GeV Proton-Nucleus Collisions”. Physical Review Letters. 39 (5): 252—255. Bibcode:1977PhRvL..39..252H. doi:10.1103/PhysRevLett.39.252.
- J.J. Aubert; Becker, U.; Biggs, P.; Burger, J.; Chen, M.; Everhart, G.; Goldhagen, P.; Leong, J.;  . (1974). „Experimental Observation of a Heavy Particle J”. Physical Review Letters. 33 (23): 1404—1406. Bibcode:1974PhRvL..33.1404A. doi:10.1103/PhysRevLett.33.1404.
- J.E. Augustin; Boyarski, A.; Breidenbach, M.; Bulos, F.; Dakin, J.; Feldman, G.; Fischer, G.; Fryberger, D.;  . (1974). „Discovery of a Narrow Resonance in e+e− Annihilation”. Physical Review Letters. 33 (23): 1406—1408. Bibcode:1974PhRvL..33.1406A. doi:10.1103/PhysRevLett.33.1406.
- M. Gell-Mann (1964). „A Schematic of Baryons and Mesons”. Physics Letters. 8 (3): 214—215. Bibcode:1964PhL.....8..214G. doi:10.1016/S0031-9163(64)92001-3.
- Ahmad, Ishfaq (1965). „the Interactions of 200 MeV π± -Mesons with Complex Nuclei Proposal to Study the Interactions of 200 MeV π± -Mesons with Complex Nuclei” (PDF). CERN documents. 3 (5).
- G. Gamow (1988) [1961]. The Great Physicists from Galileo to Einstein (Reprint изд.). Dover Publications. стр. 315. ISBN 978-0-486-25767-9.
- E. Wigner (1937). „On the Consequences of the Symmetry of the Nuclear Hamiltonian on the Spectroscopy of Nuclei”. Physical Review. 51 (2): 106—119. Bibcode:1937PhRv...51..106W. doi:10.1103/PhysRev.51.106.
- H. Yukawa (1935). „On the Interaction of Elementary Particles” (PDF). Proc. Phys. Math. Soc. Jap. 17 (48).
- W. Heisenberg (1932). „Über den Bau der Atomkerne I”. Zeitschrift für Physik (на језику: немачком). 77: 1—11. Bibcode:1932ZPhy...77....1H. doi:10.1007/BF01342433.
- W. Heisenberg (1932). „Über den Bau der Atomkerne II”. Zeitschrift für Physik (на језику: немачком). 78 (3–4): 156—164. Bibcode:1932ZPhy...78..156H. doi:10.1007/BF01337585.
- W. Heisenberg (1932). „Über den Bau der Atomkerne III”. Zeitschrift für Physik (на језику: немачком). 80 (9–10): 587—596. Bibcode:1933ZPhy...80..587H. doi:10.1007/BF01335696.

## Dodatna literatura
- „hep-ph/0211411: The light scalar mesons within quark models”. arXiv:abs/hep-ph/0211411  Проверите вредност параметра |arxiv= (помоћ).

## Spoljašnje veze
- A table of some mesons and their properties
- Particle Data Group—Compiles authoritative information on particle properties
- Naming scheme for hadrons (a PDF file)
- Mesons made thinkable, an interactive visualisation allowing physical properties to be compared
- What Happened to the Antimatter? Fermilab's DZero Experiment Finds Clues in Quick-Change Meson
- CDF experiment's definitive observation of matter-antimatter oscillations in the Bs meson